# Nihat Zeybekçi

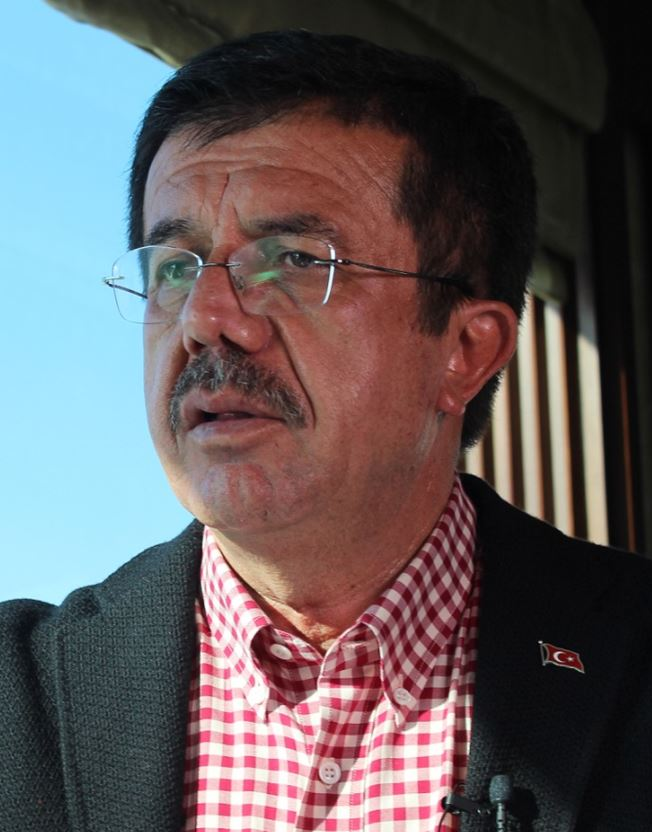
Nihat Zeybekçi (2019)

Nihat Zeybekçi (* 1961 in Tavas, Denizli) ist ein türkischer Politiker, Unternehmer und ehemaliger Wirtschaftsminister. Er ist Mitglied der AKP.

## Biografie
Nihat Zeybekçi wurde 1961 in der Kleinstadt Pınarlar, die zu Tavas gehört, geboren. Er studierte an der Fakultät für Wirtschafts- und Verwaltungswissenschaften der Marmara-Universität in Istanbul. Später studierte er Politikwissenschaften an der Universität Istanbul und schloss erfolgreich sein Studium ab. Nach den zwei Studien in Istanbul reiste er nach London und studierte Wirtschaftswissenschaften am South London College.
Nach dem Studium in London kehrte Zeybekçi in die Türkei nach Istanbul zurück und war dort einige Jahre in einer Behörde tätig. Danach ging er nach Denizli und lebt seitdem dort. Zeybekçi wurde Geschäftsführer einer Textilfirma in Denizli. 1994 gründete er die Textilfirma Turkuaz Tekstil San. ve Tic. A.Ş. Anschließend wurden weitere sechs Filialen seiner Firma in anderen Städten der Türkei eröffnet.
Bei den Kommunalwahlen am 28. März 2004 wurde Zeybekçi von der AKP als Kandidat aufgestellt und mit 51,51 Prozent zum Bürgermeister von Denizli gewählt. Bei den Kommunalwahlen am 29. März 2009 wurde er mit 40 Prozent wiedergewählt. Diesen Posten hatte er bis zum 16. März 2011 inne.
Bei der Kabinettsumbildung am 25. Dezember 2013 übernahm er von Mehmet Zafer Çağlayan den Posten des Wirtschaftsministers im Kabinett Erdoğan III, welchen er auch in den Kabinetten Davutoğlu I und II bis zum 24. November 2015 behielt. Von Mai 2016 bis Juli 2018 war er erneut Wirtschaftsminister, diesmal im Kabinett Yıldırım.
Bei der Kommunalwahl in der Türkei 2019 kandidierte Zeybekçi für die AKP als Bürgermeister von Izmir, unterlag in der Hochburg der CHP jedoch Mustafa Tunç Soyer mit 38 zu 58 Prozent für Soyer sehr deutlich.
Neben Türkisch beherrscht Zeybekçi fließend Deutsch und Englisch. Er ist verheiratet und Vater von vier Kindern.

## Auszeichnungen
- 2008: Eğitim Gönüllüsü Ödülü
- 2008: Türkiye Belediyeler Birliği Ödülü
- 2008: Yılın İl Belediye Başkanı Ödülü